# 王家娟
王家娟（1963年—），辽宁辽阳人，汉族，中华人民共和国政治人物、第十二届全国人民代表大会辽宁地区代表。
毕业于锦州师范学院化学专业，加入中国民主促进会。2013年，被选为全国人大代表。2018年2月24日，当选为第十三届全国人大代表。